# Kirin Kiki

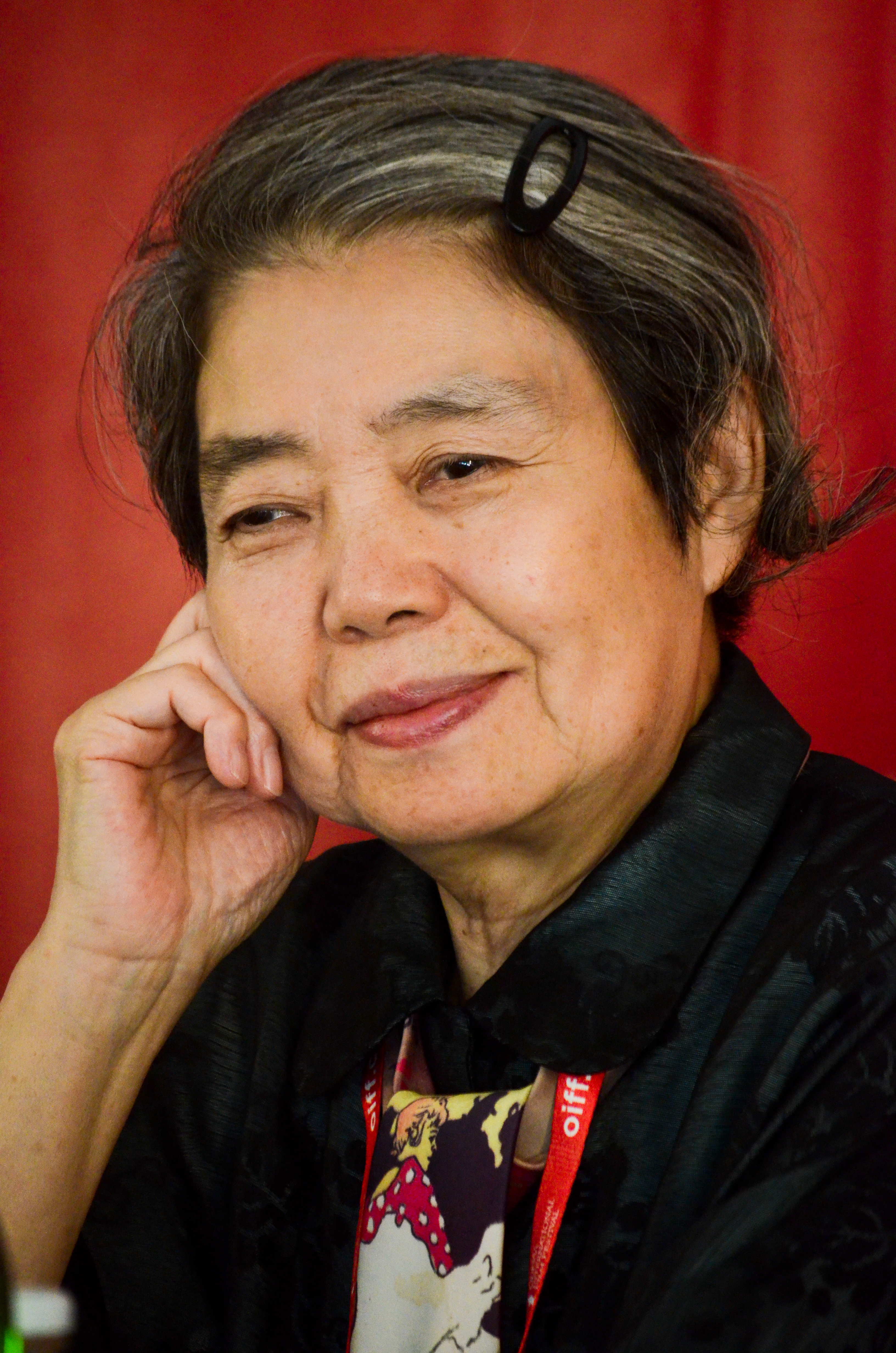
Kirin Kiki (2015)

Kirin Kiki (樹木 希林 Kiki Kirin; auch: Chiho Yuki; * 15. Januar 1943 als Keiko Nakatani in Tokio; † 15. September 2018 ebenda) war eine vielfach ausgezeichnete japanische Film- und Fernsehschauspielerin.

## Leben
Keiko Nakatani wurde 1943 im Tokioter Stadtteil Kanda geboren. Ihre Schauspielkarriere begann sie 1961 im Bungakuza-Theaterensemble, gefolgt von Fernsehrollen in den 1970ern. Ihren ersten Künstlernamen Chiho Yuki versteigerte sie spontan in einer Fernsehshow und nannte sich im Anschluss Kirin Kiki. In den 1980ern arbeitete sie mit bekannten Regisseuren wie Seijun Suzuki, Masahiro Shinoda oder Kon Ichikawa.
Für ihre Rolle in Joji Matsuokas Film Tokyo Tower: Mom and Me, and Sometimes Dad von 2007, in dem sie die krebskranke Mutter des männlichen Hauptdarstellers spielte, wurde sie als Beste Hauptdarstellerin des Japanese Academy Award ausgezeichnet, ebenso wie 2013 für ihre Rolle in Chronicle of My Mother von Masato Harada.
In ihrer Zusammenarbeit mit Hirokazu Koreeda seit 2008 entstanden eine Reihe von preisgekrönten Filmen, darunter Still Walking (2008), After the Storm (2016) und zuletzt Shoplifters, der die Goldene Palme der Filmfestspiele von Cannes 2018 gewann.
Mitte der 2000er Jahre erkrankte sie an Krebs, den sie nicht vollständig auskurierte. Sie starb im September 2018 im Alter von 75 Jahren an den Folgen der Krankheit.

## Filmographie (Auswahl)
- 1966: Zoku Yoidore hakase
- 1980: Tsigoineruwaizen
- 2001: Pisutoru opera
- 2002: Kamikaze Girls (Shimotsuma Monogatari)
- 2002: Returner – Kampf um die Zukunft (Ritānā)
- 2004: Half A Confession
- 2004: Shimotsuma monogatari
- 2007: Tokyo Tower: Mom and Me, and Sometimes Dad
- 2008: Still Walking (Aruitemo aruitemo)
- 2010: Arrietty – Die wundersame Welt der Borger (Karigurashi no Arietti; Stimme)
- 2011: Chronicle of My Mother
- 2011: Kiseki
- 2013: Like Father, Like Son (Soshite Chichi ni Naru)
- 2015: Kirschblüten und rote Bohnen (An)
- 2015: Unsere kleine Schwester (Umimachi Diary)
- 2016: After the Storm (Umi yori mo Mada Fukaku)
- 2018: Shoplifters – Familienbande (Manbiki kazoku)
- 2018: Kirschblüten & Dämonen
- 2018: Mori, the Artist's Habitat (Mori no iru basho)